# Uomini più uomini
Uomini più uomini – album francuskiej piosenkarki Amandy Lear, wydany w 1989 roku.

## Ogólne informacje
Był to pierwszy w całości włoskojęzyczny album piosenkarki. Amanda Lear zdecydowała się na wydanie takiej płyty po tym, jak zdobyła we Włoszech dużą popularność jako prezenterka telewizyjna. Album zawierał piosenki utrzymane w klimacie popowym, w tym kilka ballad. Do napisania kilku utworów przyczynił się znany włoski kompozytor, Paolo Conte. Początkowo tytuł albumu miał brzmieć Uomini.
Album został wydany tylko na płycie winylowej i kasecie magnetofonowej. Płyta nie odniosła sukcesu, głównie ze względu na brak właściwej promocji. Wydana została także francuska wersja albumu, Tant qu’il y aura des hommes, zawierającą część piosenek nagranych w języku francuskim.

## Lista piosenek
Strona A:
1. "Mia cara Clara" - 3:38
2. "Telegramma" - 3:12
3. "Ragazzino" - 4:18
4. "Ripassi domani" - 4:15
5. "Scuola d'amore" - 4:30

Strona B:
1. "Una notte insieme a te" - 3:51
2. "Indovina chi sono" - 3:22
3. "Una rosa un tango" - 4:05
4. "Illibata" - 3:25
5. "Due" - 3:27
6. "La partita di pallone" - 3:24